# Aplonis grandis
Aplonis grandis е вид птица от семейство Скорецови (Sturnidae).

## Разпространение
Видът е разпространен в Папуа Нова Гвинея и Соломоновите острови.